# Колектор (хімія)
Колектор (хімія) (англ. collector [scavenger]) — добавка, додана до розчину чи утворена в ньому з метою вилучення з розчину певних молекулярних частинок чи макрокомпонентів.
Зв'язує слідові домішки забруднень у реакційній суміші (наприклад, сліди металiв, які гальмують реакцію, розчинений кисень, що перешкоджає радикальній полімеризації) або реактивні інтермедіати, які в той чи інший спосіб сповільнюють чи повністю зупиняють реакцію. Синонім — прибирач.